# 多环凤凰螺
多环凤凰螺（学名：Strombus marginatus septimus），是中腹足目凤凰螺科凤凰螺属的一种。主要分布于台湾，常栖息在浅海沙底。